# Качаловское кладбище

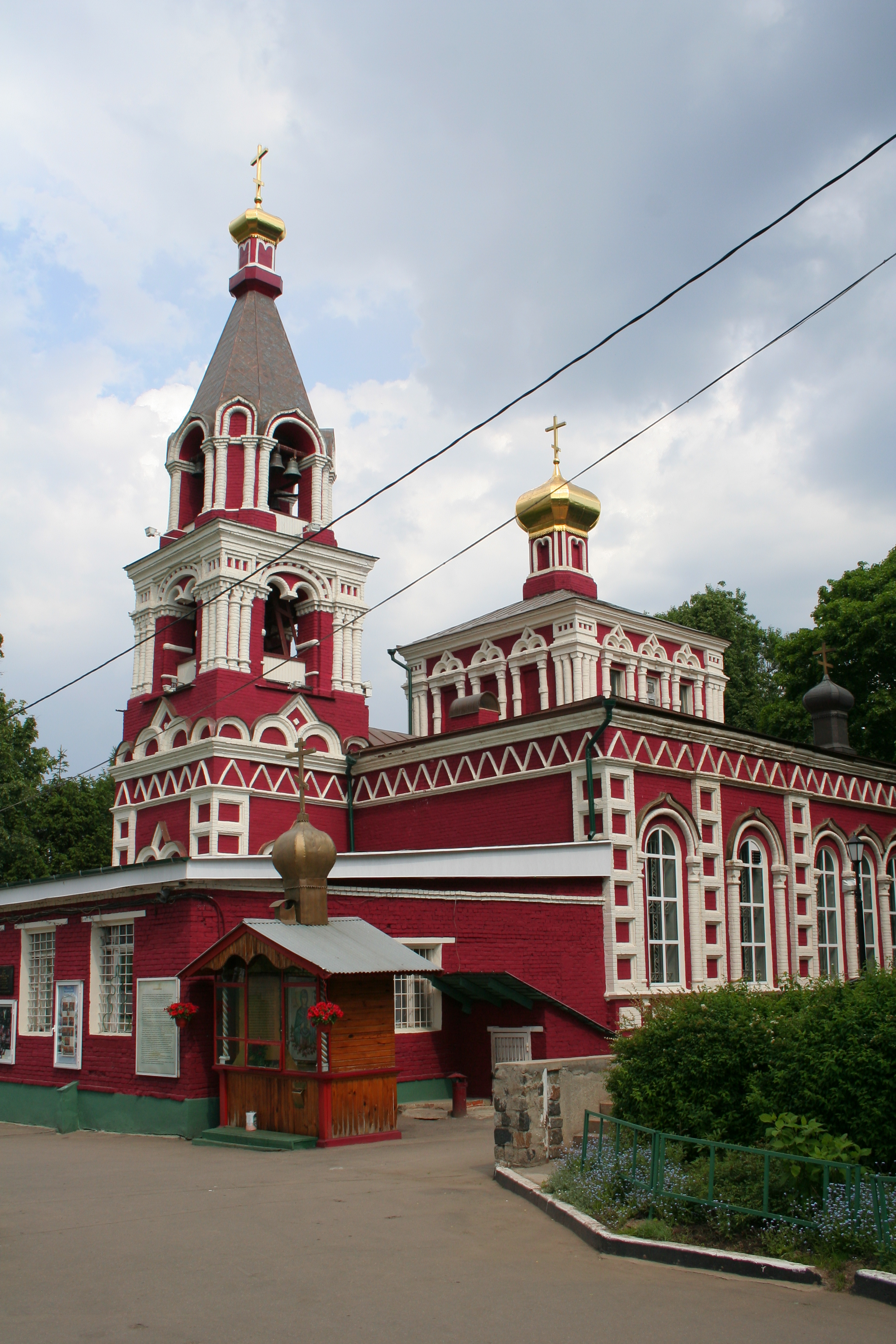
Храм Великомученицы Параскевы Пятницы, 2010

Качаловское кладбище — кладбище в Москве. Названо по деревне Качалово, которая в 1984 году вошла в состав новообразованного района Москвы Северное Бутово. Общая площадь составляет 10 гектар. Кладбище закрыто для свободных захоронений. Предусматривается возможность родственного подзахоронения, с 2015 года возможны покупки участка для родового захоронения с аукциона, проводимого правительством Москвы. Центральная аллея заасфальтирована, а дорожки между секторами выложены тротуарной плиткой.
Некрополь основан в 1694 году, одновременно с возведением Храма Великомученицы Параскевы Пятницы, в качестве сельского погоста. В 1989 году вошло в состав московских кладбищ в ведении ГБУ «Ритуал». Возле храма расположены два памятника: каменный крест в честь героев Отечественной войны 1812 года и монумент солдатам Великой Отечественной войны с братской могилой. Монумент выполнен в виде гранитной стелы с высеченными на ней списками погибших.